# Zone métropolitaine olmèque

«ZMO».

Zone métropolitaine olmèque (ZMO) est une appellation créée par l'archéologue mexicain Ignacio Bernal pour désigner une zone de quelque 18 000 km2 s'étendant en arc-de-cercle le long de la côte du golfe du Mexique entre les rivières San Juan et Papaloapan à l'ouest et le bassin des rivières Tonala et Blasillo à l'est, qu'il considérait comme le berceau de la civilisation olmèque. Les principaux sites olmèques de cette région sont San Lorenzo et La Venta.
Conformément aux théories d'Arnold Joseph Toynbee, Bernal pensait que l'environnement tropical de la côte du Golfe du Mexique constituait un «défi» favorable à l'éclosion de la première grande civilisation mésoaméricaine. Bien qu'il fût conscient que l'environnement du Mexique central représentait également un «défi», il était convaincu qu'il existait dans la ZMO des «antécédents», tout en admettant volontiers qu'il ne pouvait en fournir la preuve. Il employa l'expression «Olmèque colonial» pour désigner les sites mésoaméricains présentant des caractères olmèques en dehors de la ZMO.
Si l'on admet, comme le font la majorité des olmécologues, l'hypothèse d'une « aire d'origine », à partir de laquelle la culture olmèque aurait rayonné, la théorie de Bernal s'inscrit dans le débat sur l'emplacement géographique de cette aire. La plupart des spécialistes partisans de cette hypothèse la situent le long de la côte du Golfe du Mexique, bien qu'il existe d'autres théories la situant dans l'État d'Oaxaca ou dans le Guerrero, une thèse que défendit notamment Miguel Covarrubias.
Avec certaines réserves, le français Jacques Soustelle souscrit encore partiellement aux théories de Bernal en 1979 : il se refuse à parler d'« empire » au sens plein, mais évoque une « expansion (qui a) néanmoins pu amener les Olmèques à se doter de certains moyens (postes, garnisons) pour protéger les routes commerciales ou les noyaux de colons installés loin de la zone métropolitaine ». Il ajoute : « Certaines portions de cette immense zone de diffusion de la civilisation olmèque étaient probablement administrées par des gens (prêtres ? fonctionnaires ? militaires ?)  venus de la métropole... ».
Si de telles notions d'« empire olmèque » et de « colonies olmèques », partout où l'on trouverait le moindre vestige de style olmèque n'ont plus cours, le débat continue sur la nature des interactions entre la ZMO et les sites « hors ZMO », opposant partisans du rayonnement de la ZMO à travers la Mésoamérique et partisans d'une communauté pan-mésoaméricaine, où les habitants de la ZMO ne seraient que des acteurs parmi d'autres d'une culture où toutes les régions se féconderaient mutuellement.